# Cazadores nocturnos
Cazadores nocturnos (Those Who Hunt the Night /Immortal blood en el Reino Unido) es una novela de suspense y vampiros escrita en 1988 por Barbara Hambly. Ganó el Premio Locus a la mejor novela de terror en 1989.

## Sinopsis
A comienzos del siglo XX, alguien está matando a los vampiros de Londres. Contra los deseos de sus compañeros no muertos, Don Simón Ysidro, el más viejo de los vampiros de la ciudad, busca la ayuda del profesor James Asher, un profesor de Oxford, quien trabajó como espía para el gobierno británico. Simón Ysidro consigue la cooperación del profesor Asher amenazando la vida de Lydia, su joven esposa.
Sin que Simón Ysidro lo sepa, Asher recluta la ayuda de su esposa Lydia, una mujer que estudia medicina y con una aguda mente analítica. Junto con el vampiro, el profesor Asher recorre las calles y criptas de Londres, investigando el oscuro mundo de los no muertos, mientras Lydia investiga registros de propiedad y revistas médicas en busca de pistas que puedan desvelar el motivo de los asesinatos.
La teoría de James Asher es que el asesino también debe ser un vampiro, uno que sea capaz de permanecer despierto y activo durante el día, algo que los vampiros son incapaces de hacer, aunque Simón Ysidro sospecha que tal vez uno lo suficientemente viejo y poderoso podría, aunque no conoce la existencia de ninguno que haya sobrevivido más tiempo que él, que fue convertido en vampiro en el siglo XVI, cuando acompañaba a la embajada española del rey Felipe II a Inglaterra.
Por su parte, Lydia comienza a desarrollar una teoría sobre los cambios que produce el vampirismo con el paso del tiempo y el incremento de sus poderes con la edad. Junto a su esposo Asher y Simón Ysidro viajan a París siguiendo las pistas de un antiguo vampiro que podría seguir habitando en las catacumbas de la ciudad, y que podría ser el asesino o tener la clave de quién es el mismo.
Sin embargo, lo que descubren los sorprende a todos -una horrible amenaza tanto para vivos y para no muertos.
| Predecesor | Premios de Cazadores nocturnos                  | Sucesor                                 |
| ---------- | ----------------------------------------------- | --------------------------------------- |
| -          | Premio Locus a la mejor novela de terror (1989) | Los vampiros de la mente de Dan Simmons |

- Datos: Q3226889